# Antarctica (album)
Antarctica is een muziekalbum van Vangelis uit 1983. Het album bevat filmmuziek behorend bij een film van Koreyoshi Kurahara over het werelddeel Antarctica. Rond de uitgifte van het album rezen problemen.
De uitgifte van album op compact disc stuitte op problemen. Het album op langspeelplaat verscheen onder 815732-1 (1 aanduiding voor lp) bij Polydor. In eerste instantie kwam de compact disc alleen uit in Japan, wel via Polydor (2112-22/35PO), doch in de rest van de wereld niet. Tegelijkertijd bombardeerde Wim van Putten het album als hét voorbeeld van het (toen) nieuwe medium compact disc in zijn LP en CD Show; het album was op cd domweg niet te koop in Nederland. Bij Japanse persingen was het destijds zo dat de oplage eerst in het moederland werd aangeboden; de rest van de wereld kon dan vervolgens de restanten opmaken. Dit had tot gevolg dat de prijs van de compact disc opliep tot meer dan 80 Nederlandse gulden (circa 40 euro). Let wel; Internet bestond toen nog niet en men moest nog per postwissel en postorder bestellen in Japan, waar men steevast kon rekenen op vertraging. In 1988 volgde een internationale release via Polydor onder het originele bestelnummer 815732-2 (2 aanduiding voor cd). In Nederland belandde deze weer snel in de uitverkoopbakken omdat men de Japanse persing al had. Vervolgens werd het album weer zeldzaam en schoot de prijs omhoog. Daarna ontstond mede door internetwinkels een balans. Anno 2010 kost het album bij de Franse Amazon.com nog geen vijf euro.
De muziek is, zoals vaker bij Vangelis, gebouwd rond een centraal thema dat iedere keer in een variatie terugkomt. Het centrale thema zit in track 1, een lang uitgesponnen melodielijn met elektronische pauken met een Linn LM-2 clap met veel galm, de eindeloze vlakte verbeeldend. In track 2 hoort men een echo van de melodielijn.
Van het album zijn twee variaties qua hoes; de een heeft een kaart van het werelddeel bijna geheel wit; de ander heeft een foto van poolhonden; bij de Japanse versie kon je kiezen; beide waren als hoes te gebruiken. In 1997 verscheen het album samen met China op één cd, waarvan in 2010 geen spoor is meer te bekennen.

## Musici
- Vangelis – synthesizers, percussie, elektronica

## Tracklist
Alle door Vangelis

| Nr. | Titel                    | Duur |
| --- | ------------------------ | ---- |
| 1.  | Theme from Antarctica    | 7:28 |
| 2.  | Antarctica Echoes        | 5:55 |
| 3.  | Kinematic                | 3:45 |
| 4.  | Song of White            | 5:15 |
| 5.  | Life of Antarctica       | 5:57 |
| 6.  | Memory of Antarctica     | 5:27 |
| 7.  | Other Side of Antarctica | 6:52 |
| 8.  | Deliverance              | 4:30 |